# Campeonato de España Absoluto Open de Primavera de 2017
El XVIII Campeonato España Open Absoluto de Natación de Primavera se celebra en Pontevedra (Galicia) entre el 8 y el 11 de abril de 2017 bajo la organización de la Real Federación Española de Natación (RFEN) y el Club Natación Galaico.
El sistema Myrtha es utilizado por primera vez en una competición oficial en España, un reposapiés que otorga un punto de apoyo estable al nadador en la pared, evitando resbalones y la posibilidad de poder impulsarse con mayor velocidad en el estilo espalda.
Han conseguido las mínimas para el Campeonato Mundial de Natación de 2017 en Budapest, Mireia Belmonte, con un total de seis pruebas, Jessica Vall por partida doble y Jimena Pérez en 1500 libres.

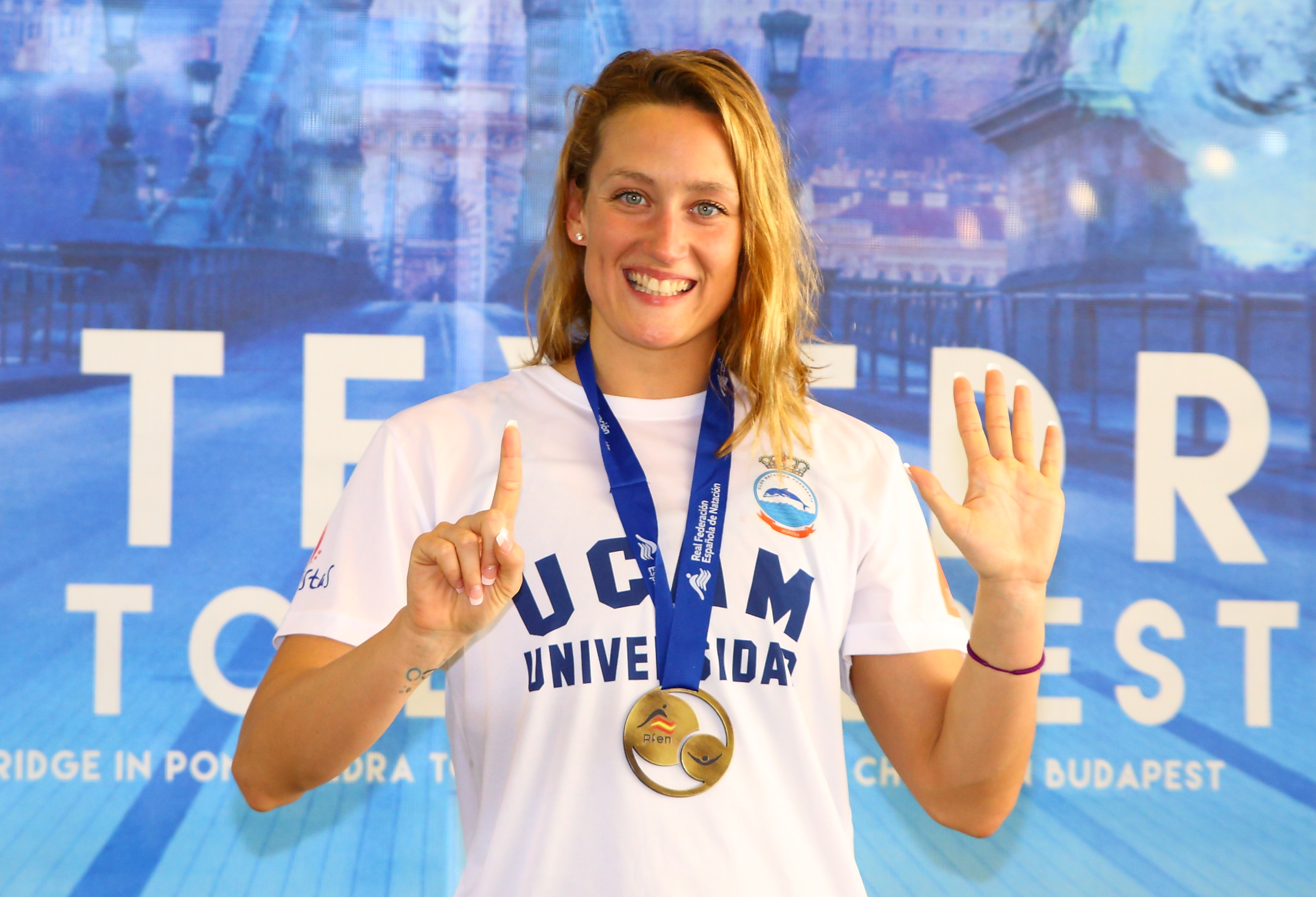
Mireia Belmonte mostrando su presencia en seis pruebas para los Mundiales de Budapest

## MVP Iberdrola
En premio otorgado por la FINA, concluyó con empate a 908 puntos entre Jessica Vall y Mireia Belmonte.

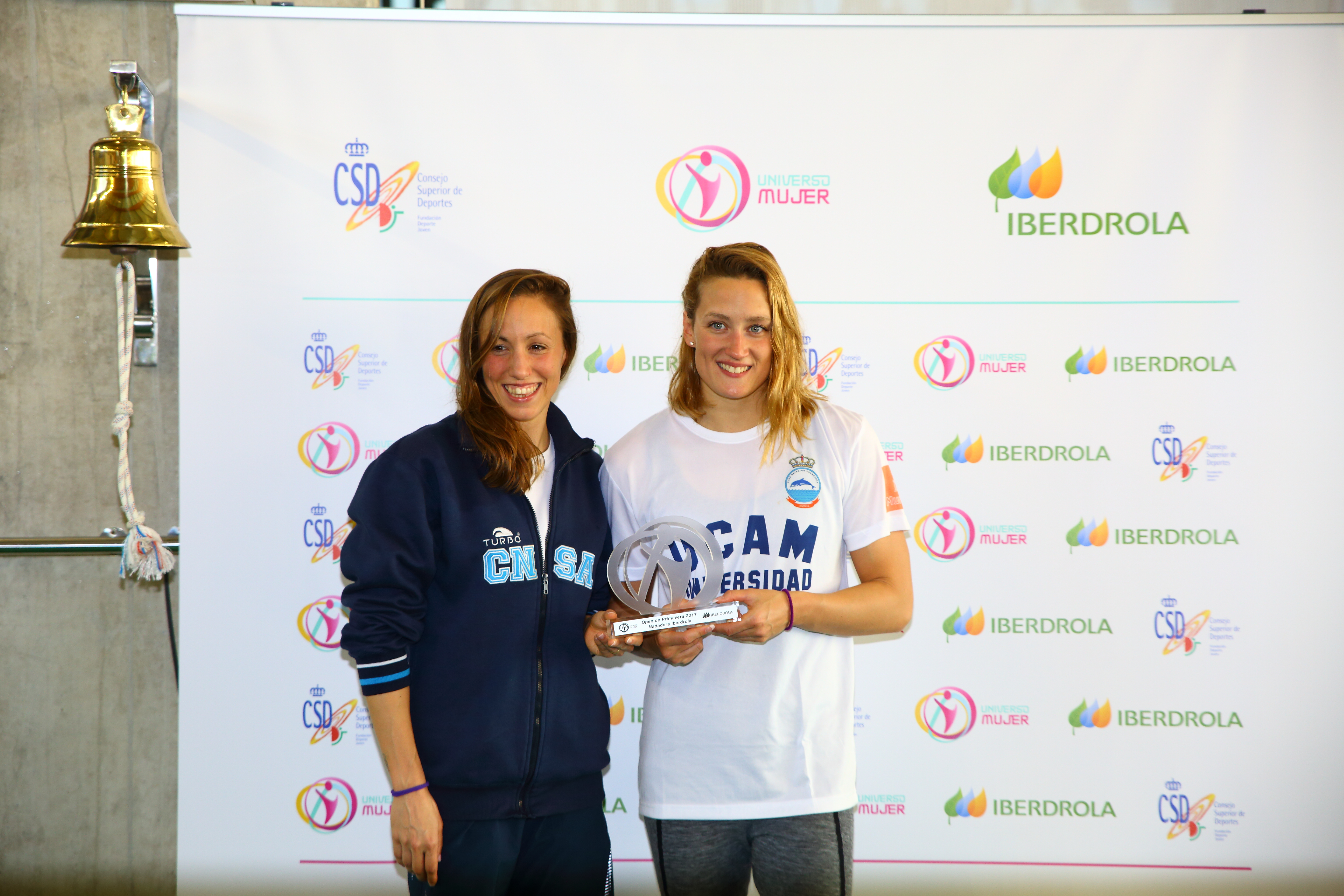
Empate FINA entre Jessica Vall y Mireia Belmonte en el MVP Iberdrola

## Resultados

### Primera jornada
Jessica Vall, nadadora del CN Sant Andreu, consiguió el pase para el Mundial de Budapest en 100 braza en la primera sesión. En la segunda logró mejorar su marca y batir su propio récord nacional con un 1:06:44.

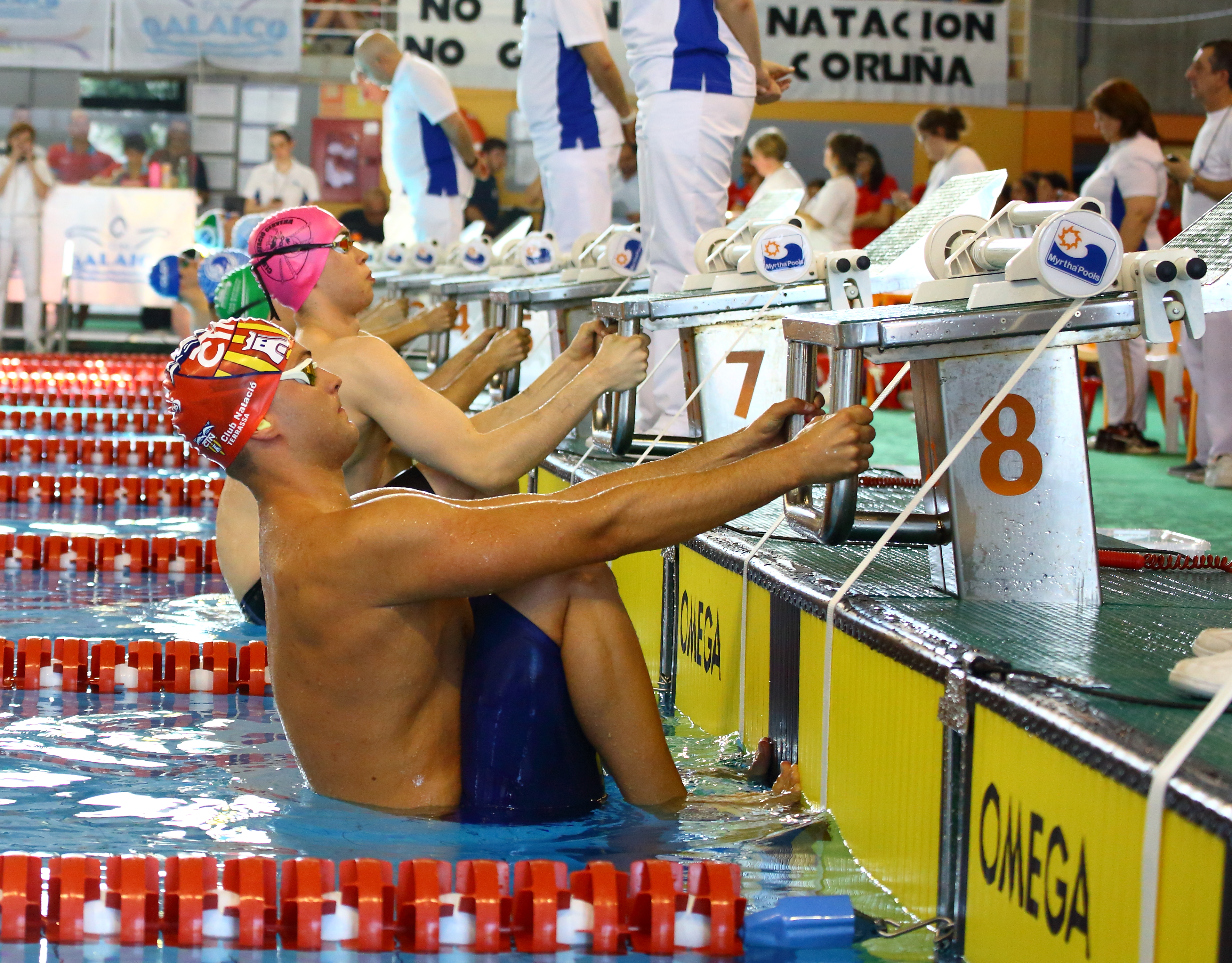
Sistema Myrtha

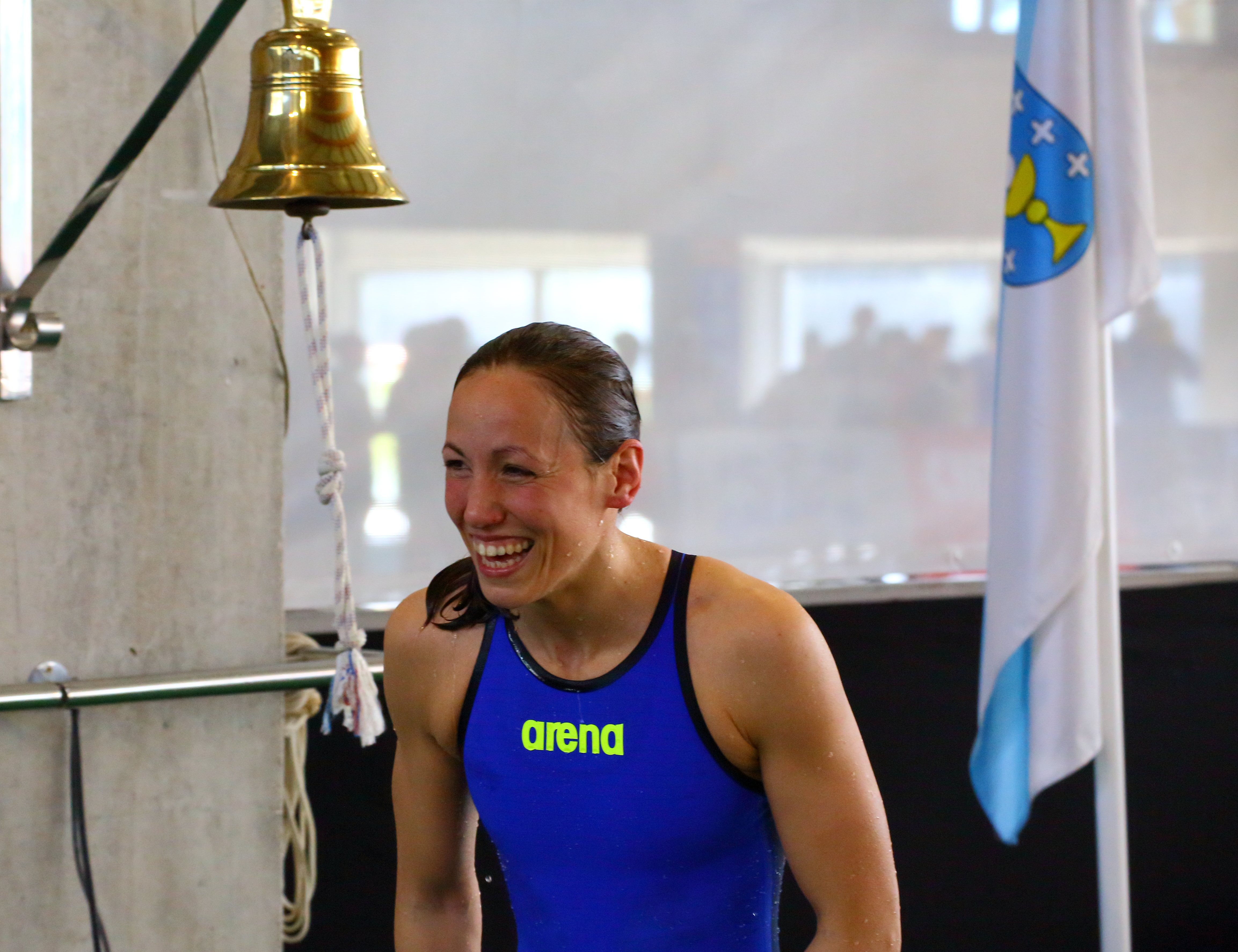
Jessica Vall toca la campana tras batir el récord de España en 100 braza

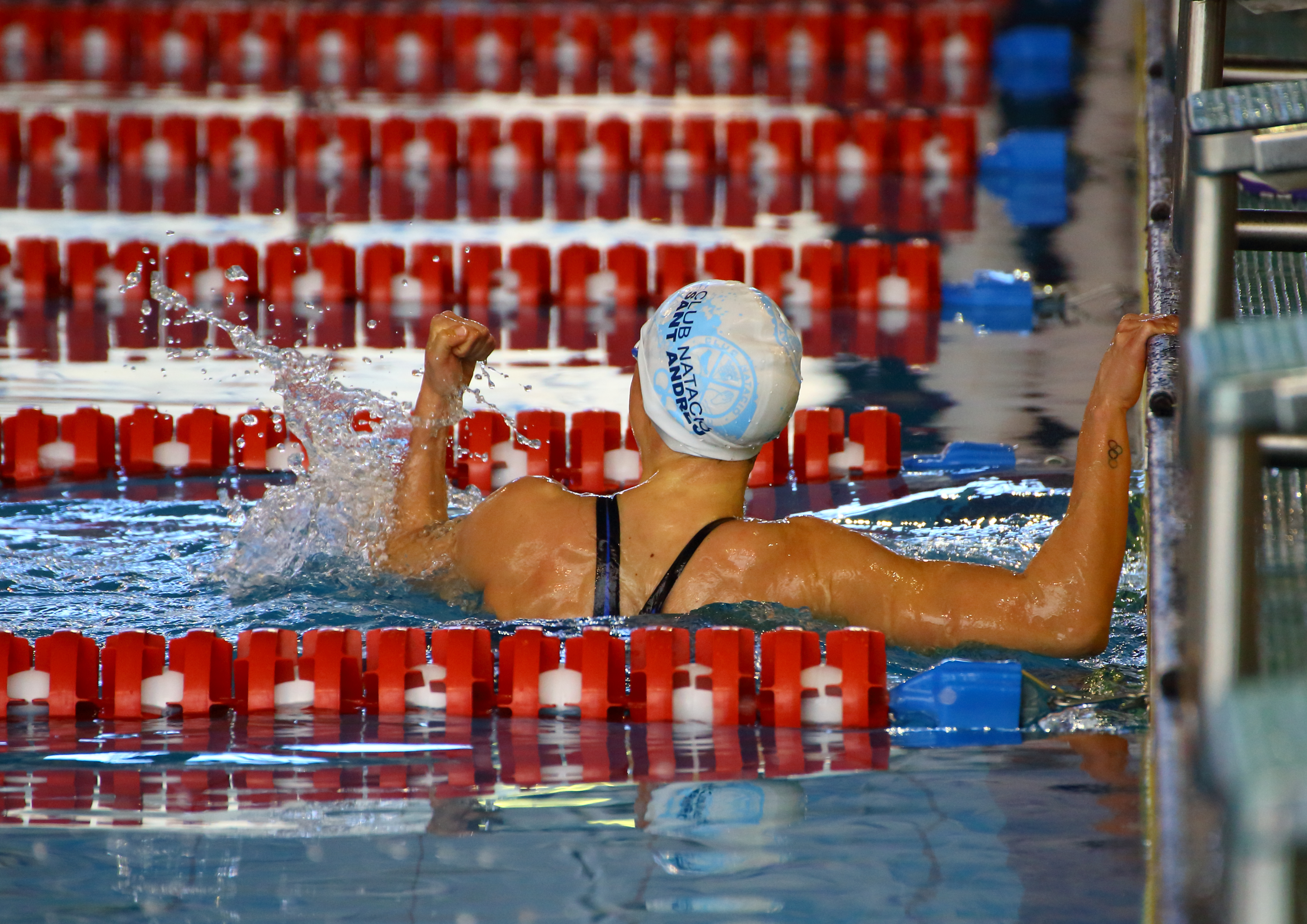
Jessica Vall celebra su récord nacional

Mireia Belmonte superó la mínima en 200 mariposa con un 2:08:17, y más tarde también en los 800 libre con un tiempo de 8:29:33.
Hugo González en 200 espalda obtuvo el pase para el Mundial júnior.[cita requerida]

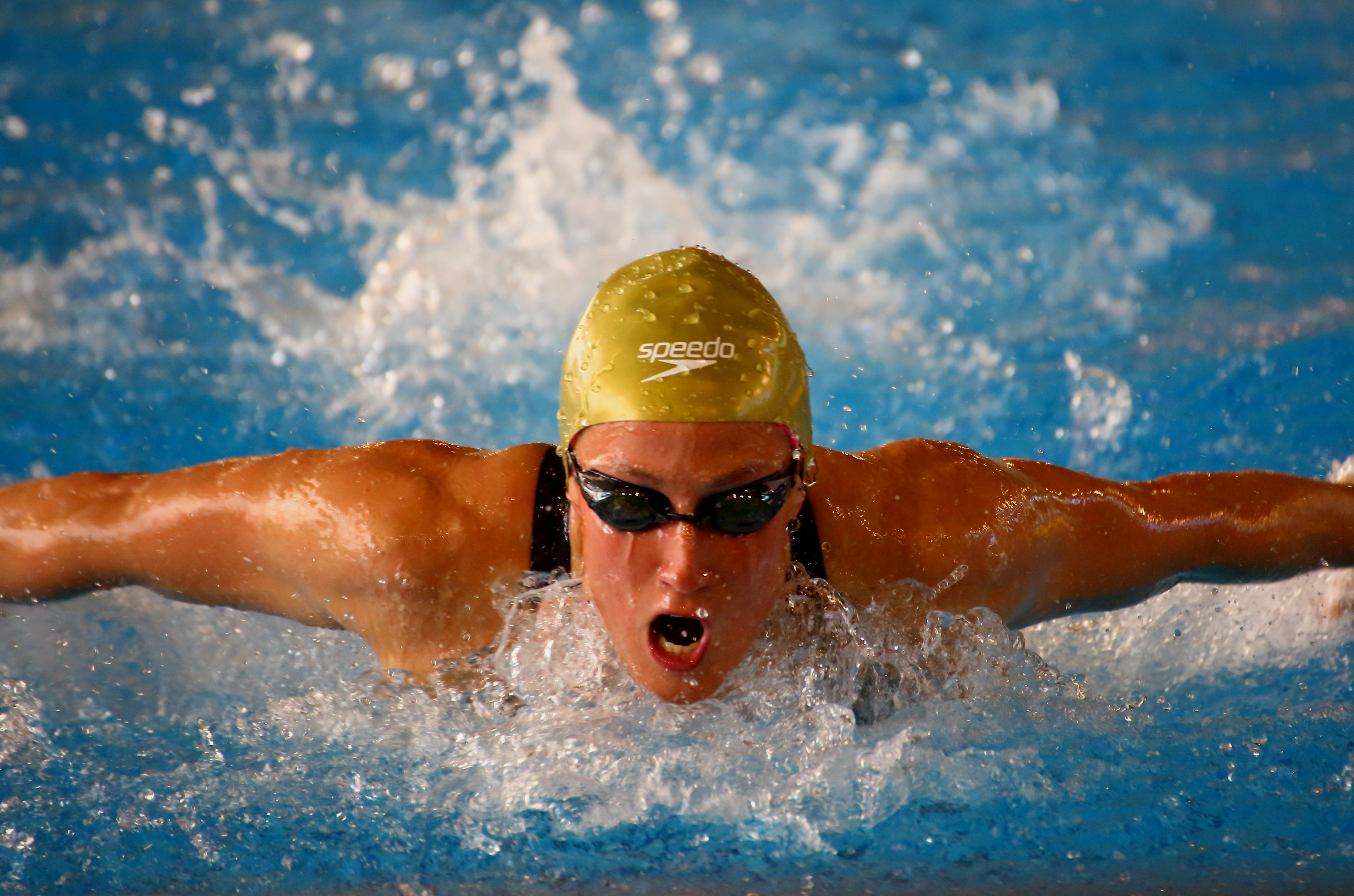
Mireia Belmonte en 200 mariposa

| Jornada 1    | Jornada 1                 | Jornada 1        | Jornada 1           | Jornada 1      |
| Masculino    | Masculino                 | Masculino        | Masculino           | Masculino      |
| Prueba       | Nadador                   | Tiempo           | Mínima eliminatoria | Mínima finales |
| ------------ | ------------------------- | ---------------- | ------------------- | -------------- |
| 50 libre     | J.F Segura                | 00:22.52         | 00:22.40            | 00:22.03       |
| 100 braza    | Joan Ballester            | 1:02.22          | 1:00.50             | 1:00.13        |
| 200 mariposa | Carlos Peralta            | 1:57.55          | 1:57.28             | 1:56.49        |
| 200 espalda  | Hugo González de Oliveira | 1:58.04          | 1:58.50             | 1:57.51        |
| 1500 libre   | Antonio Arroyo            | 15:04.64         | 15:02.40            | 15:02.40       |
| Femenino     |                           |                  |                     |                |
| 50 libre     | María Artigas             | 0:27.08          | 0:25.18             | 0:24.77        |
| 100 braza    | Jessica Vall              | 1:06.44 (Récord) | 1:07.80             | 1:07.14        |
| 200 mariposa | Mireia Belmonte           | 2:08.17          | 2:09.50             | 2:08.58        |
| 200 espalda  | África Zamorano           | 2:10.50          | 2:10.70             | 2:09.76        |
| 800 libre    | Mireia Belmonte           | 8:29.33          | 8:30.92             | 8:30.92        |

### Segunda jornada
En los 400 metros estilos, Mireia Belmonte supera en la primera sesión la mínima establecida con 4.39.04, vuelve a cumplir los criterios en la final con un 4:35.01, superando los 4:38.66. Su récord de España está en 4.31.21 en Barcelona 2013.
En 200 libre masculino, Álex Ramos hizo la mínima para el Eurojunior de Netanya con 1.50.90.[cita requerida]
El finalista olímpico Joan Lluis Pons no logra clasificarse en los 400 estilos.
| Jornada 2    | Jornada 2       | Jornada 2 | Jornada 2           | Jornada 2      |
| Masculino    | Masculino       | Masculino | Masculino           | Masculino      |
| Prueba       | Nadador         | Tiempo    | Mínima eliminatoria | Mínima finales |
| ------------ | --------------- | --------- | ------------------- | -------------- |
| 400 estilos  | Joan Lluis Pons | 4:16.57   | 4:16.50             | 4:15.46        |
| 200 libre    | Miguel Durán    | 1:49.90   | 1:48.00             | 1:46.68        |
| 100 mariposa | Javier Rivas    | 0:53:74   | 0:52.40             | 0:51.90        |
| 50 espalda   | J.F Segura      | 25:34     | 0:24,97             | 0:24,97        |
| Femenino     |                 |           |                     |                |
| 400 estilos  | Mireia Belmonte | 4:35.01   | 4:40.00             | 4:38.66        |
| 200 libre    | Lidón Muñoz     | 2:00.19   | 1:58.60             | 1:57.35        |
| 100 mariposa | Carmen Balbuena | 1:01.23   | 0:58.48             | 0:57.92        |
| 50 espalda   | Laura Yus       | 0:28:99   | 0:28.00             | 0:28.00        |

### Tercera jornada
Mireia Belmonte del UCAM Fuensanta y Jimena Pérez del CD Gredos San Diego rebajaron ambas la mínima de final mundialista para Budapest en los 1.500 libre.
| Jornada 3   | Jornada 3       | Jornada 3 | Jornada 3           | Jornada 3      |
| Masculino   | Masculino       | Masculino | Masculino           | Masculino      |
| Prueba      | Nadador         | Tiempo    | Mínima eliminatoria | Mínima finales |
| ----------- | --------------- | --------- | ------------------- | -------------- |
| 800 libre   | Antonio Arroyo  | 7:58.89   | 7:52.75             | 7:52.75        |
| 200 estilos | Hugo González   | 2:00.37   | 2:00.20             | 1:59.69        |
| 100 libre   | Oskitz Aguilar  | 0:49.46   | 0:48.93             | 0:48.35        |
| 50 braza    | M.A. Melconian  | 27.90     | 0:27.37             | 0:27.37        |
| Femenino    |                 |           |                     |                |
| 1500 libre  | Mireia Belmonte | 16.08.73  | 16:20,40            | 16:20,40       |
| 200 estilos | Mireia Belmonte | 2:12.52   | 2:13.40             | 2:12.53        |
| 100 libre   | Marta González  | 0:55.51   | 0:55,00             | 0:54,10        |
| 50 braza    | Jessica Vall    | 31.74     | 0:30.83             | 0:30.83        |

### Cuarta jornada
Mireia Belmonte y Jessica Vall consiguieron las dos mínimas en la última jornada en los 400 libre y en los 200 braza respectivamente.
| Jornada 3   | Jornada 3            | Jornada 3 | Jornada 3           | Jornada 3      |
| Masculino   | Masculino            | Masculino | Masculino           | Masculino      |
| Prueba      | Nadador              | Tiempo    | Mínima eliminatoria | Mínima finales |
| ----------- | -------------------- | --------- | ------------------- | -------------- |
| 400 libre   | Miguel Durán         | 3:48.97   | 3:48.15             | 3:47.43        |
| 50 mariposa | José Manuel Valdivia | 00:24.05  | 0:23.56             | 0:23.56        |
| 200 braza   | Joan Ballester       | 2:13.23   | 2:11.70             | 2:10.75        |
| 100 espalda | Hugo González        | 00:55.28  | 00:54.50            | 00:53.94       |
| Femenino    |                      |           |                     |                |
| 400 libre   | Mireia Belmonte      | 4.06.72   | 4:09.20             | 4:07.52        |
| 50 mariposa | Lidón Muñoz          | 00:27.55  | 0:25.97             | 0:25.97        |
| 200 braza   | Jessica Vall         | 2:25.17   | 2:26.60             | 2:25.91        |
| 100 espalda | África Zamorano      | 1:01.69   | 1:00.90             | 1:00.21        |